# Sycophila longiflagellata
Sycophila longiflagellata (лат.) — вид наездников рода Sycophila из семейства Eurytomidae (Chalcidoidea). Встречается в Африке (Бенин). Видовое название longiflagellata связано с длинными члениками жгутика усика, наблюдаемыми у этого вида.

## Описание
Мелкие наездники, длина 2,00—3,15 мм. Тело в основном желтовато-коричневое. У самки членики жгутика усика (fu2-fu4) отчётливо длинные, значительно длиннее своей ширины. Гладкая срединная полоса проподеума прервана; боковые ряды ареол неполные, задние ареолы проподеума включают крупную ячейку. Переднее крыло с длинным mv, который длиннее pmv и stv. Метанотум гладкий; петиоль короткий, с вентральным поперечным килем между петиолем и стернитом St1.